# کوپلند (تگزاس)
کوپلند (به انگلیسی: Coupland) یک شهر در ایالات متحده آمریکا است که در تگزاس واقع شده‌است. کوپلند ۵٫۰۵۶ کیلومتر مربع مساحت و ۲۹۸ نفر جمعیت دارد.